# Майсен (окръг)
Окръг Майсен (на немски: Landkreis Meißen) е окръг в регион Дрезден, провинция Саксония, Германия. Заема площ от 1452.39 км2. Населението на окръга към 31 декември 2011 година е на 251 328 души. Гъстотата на население е 173 души/км2. Административен център на окръга е град Майсен.

## Градове и общини
В състава на окръга има 10 града и 21 общини.

## Политика

### Окръжен съвет
Съставът на окръжния съвет от 8 юни 2008 година е следния (от общо 92 места):
| Политическа група | (%)  | Места |
| ----------------- | ---- | ----- |
| CDU               | 44.8 | 43    |
| Die Linke         | 18.1 | 17    |
| SPD               | 10.0 | 9     |
| FDP               | 8.5  | 8     |
| NPD               | 5.7  | 5     |
| Съюз 90/Зелените  | 5.0  | 4     |
| FW                | 4.1  | 3     |
| DSU               | 3.3  | 3     |